# Unia Lewicy
De Unie van Links (UL) (Pools: Unia Lewicy) is een Poolse sociaaldemocratische groepering, die in 2004 werd opgericht als coalitie van linkse partijen en in 2005 werd omgevormd tot politieke partij.

## Geschiedenis
De Unie van Links kwam op 5 december 2004 tot stand als coalitie van linkse partijen, die samen tegenwicht moesten bieden aan de regerende postcommunistische en destijds sterk gecompromitteerde Alliantie van Democratisch Links (SLD). Hiertoe behoorden onder meer de Unie van de Arbeid (UP), de partij RACJA, de Poolse Partij van de Arbeid - Augustus 80 (PPP), de Poolse Socialistische Partij (PPS) en de partij Nieuw Links. Op 20 maart 2005 werd besloten een politieke partij te stichten. Het oprichtingscongres vond plaats op 7 mei en besloten werd dat de partij Unie van Links van de Derde Poolse Republiek (Unia Lewicy III RP) zou gaan heten. Voorzitter werd Izabela Jaruga-Nowacka, die tot voor kort partijvoorzitter van de UP was geweest en deze partij als vicepremier in de regering van Marek Belka vertegenwoordigde, maar op 19 april uit de partij was gestapt. De partijen die de deel uit hadden gemaakt van de coalitie, bleven echter bestaan en traden niet toe tot de nieuwe partij.
De UL en de UP raakten al snel met elkaar in conflict en in de parlementsverkiezingen van 25 september 2005 nam de UP deel op de lijst van de Sociaaldemocratie van Polen (SDPL) van Marek Borowski, terwijl de kandidaten van de UL op de lijst van de SLD stonden. Jaruga-Nowacka zelf werd in de Sejm gekozen. Zij trad toe tot de SLD-fractie en stapte op 10 december uit de partij. Ze werd als partijvoorzitter opgevolgd door Piotr Musiał.
Hiermee was de UL in plaats van een grote linkse coalitie zelf ook een splinterpartij geworden. Aan de parlementsverkiezingen van 2007 werd door de partij deelgenomen op de lijst van de PPP, maar deze behaalde slechts 0,99% van de stemmen, wat vanwege de kiesdrempel van 5% bij lange na niet genoeg was voor een zetel. Ook in de Europese verkiezingen van 2009, waarin de UL (met de SDPL, de PD, de Groenen 2004 en de SD) deel uitmaakte van de Alliantie voor de Toekomst, bleef het succes uit.
In februari 2013 ging de UL samenwerken met de Palikot-Beweging en trad in juni van dat jaar samen met onder meer de SDPL, de UP, RACJA, de PPP, de SD en de PD tot de formatie Europa Plus. In oktober steunde de partij de totstandkoming van de nieuwe partij Jouw Beweging (Twój Ruch), maar trad zelf niet toe.
Op 11 december 2010 liet de UL de tweede helft van haar naam (III RP) vallen en sindsdien heette de partij weer Unie van Links. Op 7 augustus 2015 maakte de partij bekend dat de Unie van Links met ingang van die datum een andere naam had: Vrijheid en Gelijkheid (Wolność i Równość, WiR).